# Beehappy
 (juin 2023).
Si vous disposez d'ouvrages ou d'articles de référence ou si vous connaissez des sites web de qualité traitant du thème abordé ici, merci de compléter l'article en donnant les références utiles à sa vérifiabilité et en les liant à la section « Notes et références ».
Albums de Nina Hagen
FreuD Euch
(1995) Om Namah Shivay
(1999)
Beehappy est un album solo de Nina Hagen sorti en 1996. L'album est la version anglaise de l'album FreuD Euch. Il contient notamment les titres Born to die in Berlin et Zero Zero Ufo, deux reprises des Ramones (Dee Dee Ramone joue d'ailleurs sur l'album).
L'album reprend en anglais l'ensemble des titres de FreuD Euch, à l'exception de Gloria Halleluja Amen, Geburt et Elefantengott Jai Ganesh. La version de Tiere présente ici est celle de l'album allemand. Alors que les autres versions sont comparables dans les deux langues, Barbed Wire a une orchestration complètement différente de celle de Stacheldraht. Shiva et Born to die in Berlin sont des chansons ne figurant pas initialement sur Freud euch. Shiva sera reprise sous le titre He Shiva shankara sur l'album Om nama Shivai ainsi que sur Return of the Mother.

## Liste des titres
(Le titre entre parenthèses renvoie à la version originale sur l'album FreuD Euch)
1. Runaway (Abgehaun)
2. Giant Step (Riesenschritt)
3. Born to Die in Berlin
4. Sunday Morning (Sonntag Morgen)
5. Shiva
6. Barbed Wire (Stacheldraht)
7. Ska Thing (Wende)
8. Art (Kunst)
9. Zero Zero U.F.O. (version anglaise)
10. Freedom Fighter (Freiheitslied)
11. I Am Nina (Junkie) (Einfach Nina)
12. Star Girl (Sternmädchen)
13. Leave Me Alone (Lass mich in Ruhe !)
14. Tiere